# Emil Stürtz
Emil Stürtz (ur. 15 listopada 1892 w Wipsowie koło Olsztyna, zaginął w Berlinie 21 kwietnia 1945) – nazista, gauleiter i ostatni nadprezydent Marchii Granicznej oraz Brandenburgii.
Zawodowo marynarz niemieckiej Marynarki Cesarskiej, został ciężko ranny na pokładzie krążownika liniowego "Seydlitz" podczas bitwy jutlandzkiej. W 1918 roku zwolniony ze służby z przyczyn zdrowotnych. Od 1925 roku członek NSDAP. Od 1930 roku poseł Reichstagu, a od października tego samego roku gauleiter. W 1936 roku został (początkowo komisarycznie) nadprezydentem prowincji Brandenburgia i nadprezydentem Marchii Granicznej. Od 1937 nadprezydent Berlina. Ostatni raz był widziany w Berlinie 21 kwietnia 1945 roku, później prawdopodobnie dostał się do niewoli radzieckiej i tam zmarł. Oficjalnie uznany za zmarłego orzeczeniem administracyjnym z dnia 24 sierpnia 1957 roku (z datą śmierci 31 grudnia 1945).